# Tsen Tou Jilin
Le Tsen Tou Jilin était un club de hockey sur glace de Jilin en Chine. Il évoluait dans la VHL.

## Historique
Le club est créé en 2017.

## Palmarès
Néant.